# Dánia a 2008. évi nyári olimpiai játékokon
Dánia a kínai Pekingben megrendezett 2008. évi nyári olimpiai játékok egyik részt vevő nemzete volt. Az országot az olimpián 16 sportágban 84 sportoló képviselte, akik összesen 7 érmet szereztek.

## Érmesek

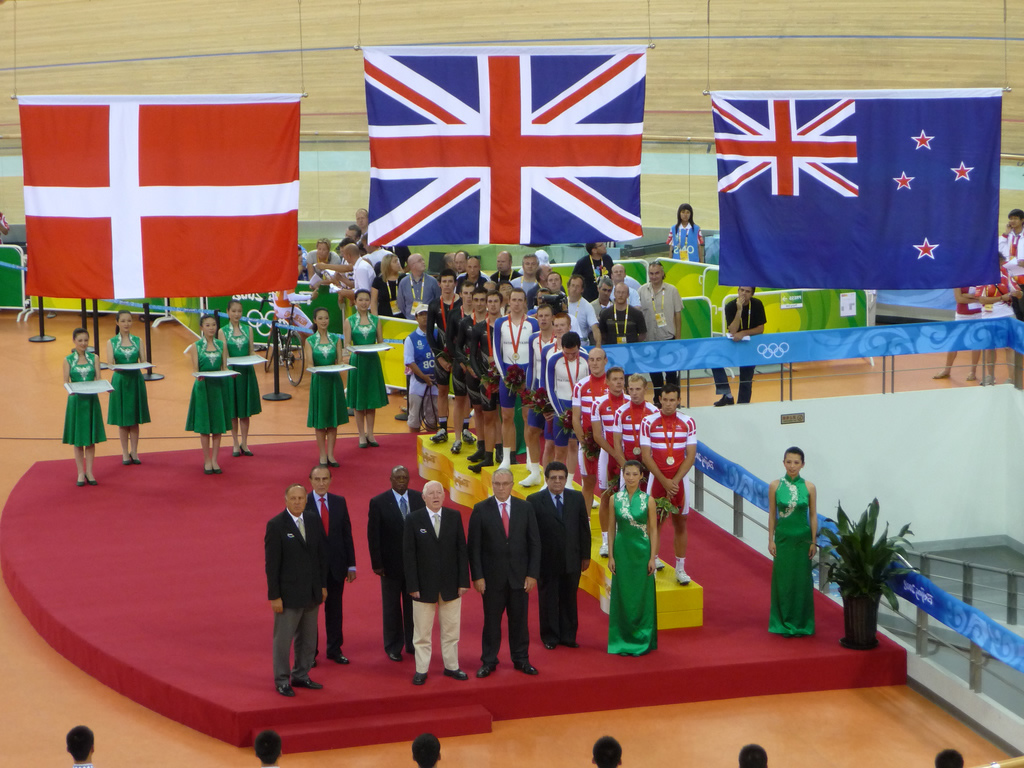
A férfi kerékpárosok csapat üldözőversenyének dobogója, Dánia a második helyen végzett.

| Érem  | Versenyző                                                                                | Sportág      | Versenyszám                                |
| ----- | ---------------------------------------------------------------------------------------- | ------------ | ------------------------------------------ |
| Arany | Mads Andersen Eskild Ebbesen Thomas Ebert Morten Jørgensen                               | Evezés       | Férfi könnyűsúlyú kormányos nélküli négyes |
| Arany | Martin Kirketerp Jonas Warrer                                                            | Vitorlázás   | Könnyű 49-es dingi                         |
| Ezüst | Kim Knudsen René Holten Poulsen                                                          | Kajak-kenu   | Férfi kajak kettes 1000 m                  |
| Ezüst | Casper Jørgensen Jens-Erik Madsen Michael Mørkøv Alex Rasmussen Michael Færk Christensen | Kerékpározás | Férfi csapat üldözőverseny                 |
| Bronz | Rasmus Quist Mads Rasmussen                                                              | Evezés       | Férfi könnyűsúlyú kétpárevezős             |
| Bronz | Andreas Helgstrand Nathalie zu Sayn-Wittgenstein Anne van Olst                           | Lovaglás     | Díjlovaglás, csapat                        |
| Bronz | Lotte Friis                                                                              | Úszás        | Női 800 m gyors                            |

## Asztalitenisz
Férfi
| Versenyző    | Versenyszám | Selejtező         | 64-es főtábla     | 48-as főtábla     | 32-es főtábla                                                | Nyolcaddöntő      | Negyeddöntő       | Elődöntő          | Döntő             | Helyezés |
| Versenyző    | Versenyszám | Ellenfél Eredmény | Ellenfél Eredmény | Ellenfél Eredmény | Ellenfél Eredmény                                            | Ellenfél Eredmény | Ellenfél Eredmény | Ellenfél Eredmény | Ellenfél Eredmény | Helyezés |
| ------------ | ----------- | ----------------- | ----------------- | ----------------- | ------------------------------------------------------------ | ----------------- | ----------------- | ----------------- | ----------------- | -------- |
| Michael Maze | Egyes       |                   |                   |                   | Zoran Primorac (CRO) · 8-11, 11-9, 10-12, 12-10, 7-11, 11-13 | kiesett           | kiesett           | kiesett           | kiesett           | 17.      |

## Atlétika
Férfi
| Versenyző     | Versenyszám | Selejtező | Selejtező | Döntő    | Döntő    |
| Versenyző     | Versenyszám | Eredmény  | Helyezés  | Eredmény | Helyezés |
| ------------- | ----------- | --------- | --------- | -------- | -------- |
| Morten Jensen | Távolugrás  | 763 cm    | 31.       | kiesett  | kiesett  |
| Joachim Olsen | Súlylökés   | 19,74 m   | 22.       | kiesett  | kiesett  |

Női
| Versenyző          | Versenyszám   | Selejtező | Selejtező | Döntő    | Döntő    |
| Versenyző          | Versenyszám   | Eredmény  | Helyezés  | Eredmény | Helyezés |
| ------------------ | ------------- | --------- | --------- | -------- | -------- |
| Christina Scherwin | Gerelyhajítás | 53,95 m   | 44.       | kiesett  | kiesett  |

## Birkózás

### Férfi
Kötöttfogású
| Versenyző     | Versenyszám | Selejtező                               | Nyolcaddöntő                 | Negyeddöntő       | Elődöntő          | Vigaszág első kör | Vigaszág elődöntő | Bronz- mérkőzés   | Döntő             | Helyezés |
| Versenyző     | Versenyszám | Ellenfél Eredmény                       | Ellenfél Eredmény            | Ellenfél Eredmény | Ellenfél Eredmény | Ellenfél Eredmény | Ellenfél Eredmény | Ellenfél Eredmény | Ellenfél Eredmény | Helyezés |
| ------------- | ----------- | --------------------------------------- | ---------------------------- | ----------------- | ----------------- | ----------------- | ----------------- | ----------------- | ----------------- | -------- |
| Anders Nyblom | 55 kg       |                                         | Pak Uncshol (KOR) · 1-3, 0-5 | kiesett           | kiesett           |                   |                   |                   |                   | 14.      |
| Mark Madsen   | 74 kg       | Vartyeresz Szamurgasev (RUS) · 0-4, 1-3 | kiesett                      | kiesett           | kiesett           |                   |                   |                   |                   | 19.      |

## Evezés
Férfi
| Versenyző                                                  | Versenyszám                          | Előfutam | Előfutam | Vigaszág | Vigaszág | Elődöntő | Elődöntő | Elődöntő | Döntő | Döntő   | Döntő | Helyezés |
| Versenyző                                                  | Versenyszám                          | Idő      | Hely.    | Idő      | Hely.    | Típus    | Idő      | Hely.    | Típus | Idő     | Hely. | Helyezés |
| ---------------------------------------------------------- | ------------------------------------ | -------- | -------- | -------- | -------- | -------- | -------- | -------- | ----- | ------- | ----- | -------- |
| Morten Nielsen Thomas Larsen                               | Kormányos nélküli kettes             | 7:17,43  | 5.       | 6:38,33  | 3.       | A/B      | 6:48,65  | 6.       | B     | 6:55,37 | 4.    | 10.      |
| Mads Rasmussen Rasmus Quist                                | Könnyűsúlyú kétpárevezős             | 6:14,84  | 1.       |          |          | A/B      | 6:26,49  | 2.       | A     | 6:12,45 | 3.    |          |
| Thomas Ebert Morten Jørgensen Mads Andersen Eskild Ebbesen | Könnyűsúlyú kormányos nélküli négyes | 5:50,12  | 1.       |          |          | A/B      | 6:05,75  | 1.       | A     | 5:47,76 | 1.    |          |

Női
| Versenyző                      | Versenyszám              | Előfutam | Előfutam | Vigaszág | Vigaszág | Elődöntő | Elődöntő | Elődöntő | Döntő | Döntő   | Döntő | Helyezés |
| Versenyző                      | Versenyszám              | Idő      | Hely.    | Idő      | Hely.    | Típus    | Idő      | Hely.    | Típus | Idő     | Hely. | Helyezés |
| ------------------------------ | ------------------------ | -------- | -------- | -------- | -------- | -------- | -------- | -------- | ----- | ------- | ----- | -------- |
| Katrin Olsen Juliane Rasmussen | Könnyűsúlyú kétpárevezős | 6:58,63  | 2.       |          |          | A/B      | 7:06,31  | 4.       | B     | 7:06,94 | 1.    | 7.       |

## Íjászat
Férfi
| Versenyző  | Versenyszám | Selejtező | Selejtező | 64-es főtábla                       | 32-es főtábla     | Nyolcaddöntő      | Negyeddöntő       | Elődöntő          | Döntő             | Helyezés |
| Versenyző  | Versenyszám | Pont      | Kiemelt   | Ellenfél Eredmény                   | Ellenfél Eredmény | Ellenfél Eredmény | Ellenfél Eredmény | Ellenfél Eredmény | Ellenfél Eredmény | Helyezés |
| ---------- | ----------- | --------- | --------- | ----------------------------------- | ----------------- | ----------------- | ----------------- | ----------------- | ----------------- | -------- |
| Niels Dall | Egyéni      | 634       | 53.       | Marco Galiazzo (ITA) (12.) · 97-114 | kiesett           | kiesett           | kiesett           | kiesett           | kiesett           | 61.      |

Női
| Versenyző      | Versenyszám | Selejtező | Selejtező | 64-es főtábla                             | 32-es főtábla     | Nyolcaddöntő      | Negyeddöntő       | Elődöntő          | Döntő             | Helyezés |
| Versenyző      | Versenyszám | Pont      | Kiemelt   | Ellenfél Eredmény                         | Ellenfél Eredmény | Ellenfél Eredmény | Ellenfél Eredmény | Ellenfél Eredmény | Ellenfél Eredmény | Helyezés |
| -------------- | ----------- | --------- | --------- | ----------------------------------------- | ----------------- | ----------------- | ----------------- | ----------------- | ----------------- | -------- |
| Louise Laursen | Egyéni      | 605       | 52.       | Małgorzata Sobieraj (POL) (13.) · 100-113 | kiesett           | kiesett           | kiesett           | kiesett           | kiesett           | 54.*     |

* - egy másik versenyzővel azonos eredményt ért el

## Kajak-kenu

### Síkvízi
Férfi
| Versenyző                       | Versenyszám         | Előfutam | Előfutam | Előfutam | Elődöntő | Elődöntő | Elődöntő | Döntő    | Döntő    |
| Versenyző                       | Versenyszám         | Idő      | Hely.    | Össz.    | Idő      | Hely.    | Össz.    | Idő      | Helyezés |
| ------------------------------- | ------------------- | -------- | -------- | -------- | -------- | -------- | -------- | -------- | -------- |
| Kasper Bleibach                 | Kajak egyes 500 m   | 1:42,529 | 5.       | 21.      | 1:45,418 | 6.       | 16.      | kiesett  | kiesett  |
| Kim Knudsen René Holten Poulsen | Kajak kettes 500 m  | 1:30,348 | 5.       | 8.       | 1:31,796 | 3.       | 3.       | 1:30,569 | 5.       |
| Kim Knudsen René Holten Poulsen | Kajak kettes 1000 m | 3:18,709 | 2. D     | 3.       |          |          |          | 3:13,580 |          |

Női
| Versenyző              | Versenyszám       | Előfutam | Előfutam | Előfutam | Elődöntő | Elődöntő | Elődöntő | Döntő   | Döntő    |
| Versenyző              | Versenyszám       | Idő      | Hely.    | Össz.    | Idő      | Hely.    | Össz.    | Idő     | Helyezés |
| ---------------------- | ----------------- | -------- | -------- | -------- | -------- | -------- | -------- | ------- | -------- |
| Henriette Engel Hansen | Kajak egyes 500 m | 1:52,773 | 5.       | 15.      | 1:55,960 | 8.       | 16.      | kiesett | kiesett  |

## Kerékpározás

### BMX
| Versenyző         | Versenyszám | Selejtező | Selejtező | Negyeddöntő | Negyeddöntő | Elődöntő | Elődöntő | Döntő   | Döntő    |
| Versenyző         | Versenyszám | Idő       | Helyezés  | Pont        | Helyezés    | Pont     | Helyezés | Pont    | Helyezés |
| ----------------- | ----------- | --------- | --------- | ----------- | ----------- | -------- | -------- | ------- | -------- |
| Henrik Baltzersen | Férfi       | 37,635    | 29.       | 16          | 5.          | kiesett  | kiesett  | kiesett | kiesett  |
| Amanda Sørensen   | Női         | 38,719    | 12.       |             |             | 20       | 8.       | kiesett | kiesett  |

### Hegyi-kerékpározás
| Versenyző      | Versenyszám        | Idő              | Helyezés |
| -------------- | ------------------ | ---------------- | -------- |
| Jakob Fuglsang | Férfi terepverseny | 2:06:41 (+10:42) | 25.      |
| Klaus Nielsen  | Férfi terepverseny | 1 kör hátrány    | 31.      |

### Országúti kerékpározás
Férfi
| Versenyző      | Versenyszám   | Idő                   | Helyezés      |
| -------------- | ------------- | --------------------- | ------------- |
| Chris Sørensen | Mezőnyverseny | 6:24:11 (+0:22)       | 11.           |
| Chris Sørensen | Időfutam      | 1:05:55,42 (+3:43,99) | 18.           |
| Brian Vandborg | Időfutam      | 1:08:10,20 (+5:58,77) | 32.           |
| Brian Vandborg | Mezőnyverseny | nem ért célba         | nem ért célba |
| Nicki Sørensen | Mezőnyverseny | 6:26:17 (+2:28)       | 24.           |

Női
| Versenyző       | Versenyszám   | Idő                 | Helyezés |
| --------------- | ------------- | ------------------- | -------- |
| Linda Villumsen | Mezőnyverseny | 3:32:33 (+0:09)     | 5.       |
| Linda Villumsen | Időfutam      | 36:50,62 (+1:58,90) | 13.      |

### Pálya-kerékpározás
Üldözőversenyek
| Versenyző                                                                                | Versenyszám                | Selejtező | Selejtező | Elődöntő                                                                                                   | Elődöntő  | Elődöntő | Döntő                                                                                         | Döntő     | Döntő    |
| Versenyző                                                                                | Versenyszám                | Idő       | Hely.     | Ellenfél Idő                                                                                               | Saját idő | Hely.    | Ellenfél Idő                                                                                  | Saját idő | Helyezés |
| ---------------------------------------------------------------------------------------- | -------------------------- | --------- | --------- | --- | --------- | -------- | --------------------------------------------------------------------------------------------- | --------- | -------- |
| Michael Mørkøv Casper Jørgensen Jens-Erik Madsen Alex Rasmussen Michael Færk Christensen | Férfi csapat üldözőverseny | 4:02,191  | 4.        | Franciaország (FRA) · Damien Gaudin · Matthieu Ladagnous · Christophe Riblon · Nicolas Rousseau · kizárták | 3:56,831  | 2.       | Nagy-Britannia (GBR) · Ed Clancy · Paul Manning · Geraint Thomas · Bradley Wiggins · 3:53,314 | 4:00,040  |          |

Pontversenyek
| Név                           | Versenyszám       | Pont | Helyezés |
| ----------------------------- | ----------------- | ---- | -------- |
| Daniel Kreutzfeldt            | Férfi pontverseny | 29   | 6.       |
| Trine Schmidt                 | Női pontverseny   | 0    | 18.      |
| Michael Mørkøv Alex Rasmussen | Férfi madison     | 14   | 6.       |

## Kézilabda

### Férfi

#### Eredmények
Csoportkör
B csoport
| Csapat            | M | Gy | D | V | G+  | G–  | Gk | P |
| ----------------- | - | -- | - | - | --- | --- | -- | - |
| Dél-Korea (KOR)   | 5 | 3  | 0 | 2 | 122 | 129 | –7 | 6 |
| Dánia (DEN)       | 5 | 2  | 2 | 1 | 137 | 131 | +6 | 6 |
| Izland (ISL)      | 5 | 2  | 2 | 1 | 151 | 146 | +5 | 6 |
| Oroszország (RUS) | 5 | 2  | 1 | 2 | 136 | 131 | +5 | 5 |
| Németország (GER) | 5 | 2  | 1 | 2 | 126 | 130 | –4 | 5 |
| Egyiptom (EGY)    | 5 | 0  | 2 | 3 | 127 | 132 | –5 | 2 |

| 2008. augusztus 10. 20:45 | Dánia (DEN)    | 23–23       | Egyiptom (EGY) | Olimpiai Sport Centrum, Peking Játékvezetők: Bord, Buy (FRA) |
| 2008. augusztus 10. 20:45 | Christiansen 6 | (11–10)     | el-Ahmar 8     | Olimpiai Sport Centrum, Peking Játékvezetők: Bord, Buy (FRA) |
| 2008. augusztus 10. 20:45 | 4× 3× 1×       | Jegyzőkönyv | 4× 4×          | Olimpiai Sport Centrum, Peking Játékvezetők: Bord, Buy (FRA) |

| 2008. augusztus 12. 19:00 | Dél-Korea (KOR) | 31–30       | Dánia (DEN) | Olimpiai Sport Centrum, Peking Játékvezetők: Licis, Stolarovs (LAT) |
| 2008. augusztus 12. 19:00 | Csong Szujong 9 | (13–14)     | Nøddesbo 11 | Olimpiai Sport Centrum, Peking Játékvezetők: Licis, Stolarovs (LAT) |
| 2008. augusztus 12. 19:00 | 1× 2×           | Jegyzőkönyv | 2× 3×       | Olimpiai Sport Centrum, Peking Játékvezetők: Licis, Stolarovs (LAT) |

| 2008. augusztus 14. 19:00 | Dánia (DEN)    | 25–24       | Oroszország (RUS)        | Olimpiai Sport Centrum, Peking Játékvezetők: Breto, Huelin (ESP) |
| 2008. augusztus 14. 19:00 | Christiansen 6 | (10–10)     | Csernoivanov, Igropulo 6 | Olimpiai Sport Centrum, Peking Játékvezetők: Breto, Huelin (ESP) |
| 2008. augusztus 14. 19:00 | 3× 2×          | Jegyzőkönyv | 4× 3×                    | Olimpiai Sport Centrum, Peking Játékvezetők: Breto, Huelin (ESP) |

| 2008. augusztus 16. 20:45 | Dánia (DEN) | 32–32       | Izland (ISL) | Olimpiai Sport Centrum, Peking Játékvezetők: Canbro, Claesson (SWE) |
| 2008. augusztus 16. 20:45 | Nøddesbo 6  | (18–17)     | Guðjónsson 8 | Olimpiai Sport Centrum, Peking Játékvezetők: Canbro, Claesson (SWE) |
| 2008. augusztus 16. 20:45 | 5× 3×       | Jegyzőkönyv | 6× 2× 1×     | Olimpiai Sport Centrum, Peking Játékvezetők: Canbro, Claesson (SWE) |

| 2008. augusztus 18. 19:00 | Németország (GER) | 21–27       | Dánia (DEN) | Olimpiai Sport Centrum, Peking Játékvezetők: Krstic, Ljubic (SLO) |
| 2008. augusztus 18. 19:00 | Kraus 6           | (12–15)     | Boesen 8    | Olimpiai Sport Centrum, Peking Játékvezetők: Krstic, Ljubic (SLO) |
| 2008. augusztus 18. 19:00 | 4× 4× 1×          | Jegyzőkönyv | 6× 3×       | Olimpiai Sport Centrum, Peking Játékvezetők: Krstic, Ljubic (SLO) |

Negyeddöntő
| 2008. augusztus 20. 18:00 | Horvátország (CRO) | 26–24       | Dánia (DEN)    | Olimpiai Sport Centrum, Peking Játékvezetők: Breto, Huelin (ESP) |
| 2008. augusztus 20. 18:00 | Šprem 7            | (14–12)     | Christiansen 6 | Olimpiai Sport Centrum, Peking Játékvezetők: Breto, Huelin (ESP) |
| 2008. augusztus 20. 18:00 | 4× 2×              | Jegyzőkönyv | 2× 2×          | Olimpiai Sport Centrum, Peking Játékvezetők: Breto, Huelin (ESP) |

Az 5–8. helyért
| 2008. augusztus 22. 12:00 | Oroszország (RUS) | 28–27       | Dánia (DEN)    | Olimpiai Sport Centrum, Peking Játékvezetők: Elmoamli, Shaban Ali (EGY) |
| 2008. augusztus 22. 12:00 | Dibirov 8         | (17–14)     | Christiansen 8 | Olimpiai Sport Centrum, Peking Játékvezetők: Elmoamli, Shaban Ali (EGY) |
| 2008. augusztus 22. 12:00 | 2× 4×             | Jegyzőkönyv | 5× 4× 1×       | Olimpiai Sport Centrum, Peking Játékvezetők: Elmoamli, Shaban Ali (EGY) |

A 7. helyért
| 2008. augusztus 24. 8:00 | Dánia (DEN) | 37–26       | Dél-Korea (KOR) | Olimpiai Sport Centrum, Peking Játékvezetők: Aires Menezes, Aparecido Pinto (BRA) |
| 2008. augusztus 24. 8:00 | Hansen 8    | (15–13)     | Ko Kjongszu 10  | Olimpiai Sport Centrum, Peking Játékvezetők: Aires Menezes, Aparecido Pinto (BRA) |
| 2008. augusztus 24. 8:00 | 4× 3×       | Jegyzőkönyv | 1× 2×           | Olimpiai Sport Centrum, Peking Játékvezetők: Aires Menezes, Aparecido Pinto (BRA) |

| Csapat | Helyezés |
| ------ | -------- |
| Dánia  | 7.       |

## Lovaglás
Díjlovaglás
| Versenyző                                                             | Ló                           | Versenyszám | 1. kör | 1. kör | 2. kör | 2. kör | 3. kör  | 3. kör  | Végeredmény | Végeredmény |
| Versenyző                                                             | Ló                           | Versenyszám | Pont   | Hely.  | Pont   | Hely.  | Pont    | Hely.   | Pont        | Helyezés    |
| --------------------------------------------------------------------- | ---------------------------- | ----------- | ------ | ------ | ------ | ------ | ------- | ------- | ----------- | ----------- |
| Andreas Helgstrand                                                    | Don Schufro                  | Egyéni      | 68,833 | 13.    | 68,800 | 13.    | 72,550  | 10.     | 70,675      | 11.         |
| Anne Jensen-van Olst                                                  | Clearwater                   | Egyéni      | 67,375 | 16.    | 65,320 | 21.    | kiesett | kiesett | kiesett     | kiesett     |
| Nathalie zu Sayn-Wittgenstein                                         | Digby                        | Egyéni      | 70,417 | 7.     | 69,120 | 11.    | 69,100  | 14.     | 69,110      | 14.         |
| Anne Jensen-van Olst Nathalie zu Sayn-Wittgenstein Andreas Helgstrand | Clearwater Digby Don Schufro | Csapat      |        |        |        |        |         |         | 68,875      |             |

Lovastusa
| Versenyző    | Ló         | Versenyszám | Díjlovaglás | Díjlovaglás | Tereplovaglás | Tereplovaglás | Tereplovaglás | Díjugratás   | Díjugratás   | Díjugratás   | Díjugratás   | Végeredmény  | Végeredmény  |
| Versenyző    | Ló         | Versenyszám | Díjlovaglás | Díjlovaglás | Tereplovaglás | Tereplovaglás | Tereplovaglás | 1. kör       | 1. kör       | 2. kör       | 2. kör       | Végeredmény  | Végeredmény  |
| Versenyző    | Ló         | Versenyszám | Bünt.       | Hely.       | Bünt.         | Hely.         | Össz.         | Bünt.        | Hely.        | Bünt.        | Hely.        | Bünt.        | Helyezés     |
| ------------ | ---------- | ----------- | ----------- | ----------- | ------------- | ------------- | ------------- | ------------ | ------------ | ------------ | ------------ | ------------ | ------------ |
| Peter Flarup | Silver Ray | Egyéni      | 53,1        | 45.         | 13,2          | 4.*           | 20.           | visszalépett | visszalépett | visszalépett | visszalépett | visszalépett | visszalépett |

* - egy másik versenyzővel azonos eredményt ért el

## Sportlövészet
Férfi
| Versenyző      | Versenyszám | Selejtező | Selejtező | Döntő   | Döntő    |
| Versenyző      | Versenyszám | Pont      | Helyezés  | Pont    | Helyezés |
| -------------- | ----------- | --------- | --------- | ------- | -------- |
| Anders Golding | Skeet       | 112       | 25.       | kiesett | kiesett  |

## Tenisz
Női
| Versenyző          | Versenyszám | 64-es főtábla                  | 32-es főtábla                       | Nyolcaddöntő                         | Negyeddöntő       | Elődöntő          | Bronz- mérkőzés   | Döntő             | Helyezés |
| Versenyző          | Versenyszám | Ellenfél Eredmény              | Ellenfél Eredmény                   | Ellenfél Eredmény                    | Ellenfél Eredmény | Ellenfél Eredmény | Ellenfél Eredmény | Ellenfél Eredmény | Helyezés |
| ------------------ | ----------- | ------------------------------ | ----------------------------------- | ------------------------------------ | ----------------- | ----------------- | ----------------- | ----------------- | -------- |
| Caroline Wozniacki | Egyes       | Szelíma Szfar (TUN) · 6-4, 6-1 | Daniela Hantuchová (SVK) · 6-1, 6-3 | Jelena Gyementyjeva (RUS) · 6-7, 2-6 | kiesett           | kiesett           | kiesett           | kiesett           | 9.       |

## Tollaslabda
| Versenyző                                  | Versenyszám  | Selejtező         | 32-es főtábla                          | Nyolcaddöntő                                                          | Negyeddöntő                                                                  | Elődöntő                                                       | Bronz- mérkőzés                                                     | Döntő             | Helyezés |
| Versenyző                                  | Versenyszám  | Ellenfél Eredmény | Ellenfél Eredmény                      | Ellenfél Eredmény                                                     | Ellenfél Eredmény                                                            | Ellenfél Eredmény                                              | Ellenfél Eredmény                                                   | Ellenfél Eredmény | Helyezés |
| ------------------------------------------ | ------------ | ----------------- | -------------------------------------- | --------------------------------------------------------------------- | ---------------------------------------------------------------------------- | -------------------------------------------------------------- | ------------------------------------------------------------------- | ----------------- | -------- |
| Peter Gade                                 | Férfi egyes  |                   | Nabíl Laszmári (ALG) · 21-6, 21-4      | Szató Sódzsi (JPN) · 19-21, 22-20, 21-15                              | Lin Tan (CHN) · 13-21, 16-21                                                 | kiesett                                                        | kiesett                                                             | kiesett           | 5.       |
| Kenneth Jonassen                           | Férfi egyes  |                   | I Hjonil (KOR) · 21-15, 14-21, 19-21   | kiesett                                                               | kiesett                                                                      | kiesett                                                        | kiesett                                                             | kiesett           | 17.      |
| Lars Paaske Jonas Rasmussen                | Férfi páros  |                   |                                        | Dél-Korea (KOR) · Csong Dzseszong · I Jongde · 21-16, 21-19           | Lengyelország (POL) · Michał Łogosz · Robert Mateusiak · 17-21, 21-11, 21-15 | Indonézia (INA) · Markis Kido · Hendra Setiawan · 19-21, 17-21 | Dél-Korea (KOR) · I Dzsedzsin · Hvang Dzsiman · 21-13, 18-21, 17-21 |                   | 4.       |
| Jens Eriksen Martin Lundgaard Hansen       | Férfi páros  |                   |                                        | Kína (CHN) · Caj Jün · Fu Haj-feng · 12-21, 11-21                     | kiesett                                                                      | kiesett                                                        | kiesett                                                             | kiesett           | 9.       |
| Tine Rasmussen                             | Női egyes    |                   | Akvilė Stapušaitytė (LTU) · 21-6, 21-8 | Maria Yulianti (INA) · 21-18, 19-21, 14-21                            | kiesett                                                                      | kiesett                                                        | kiesett                                                             | kiesett           | 9.       |
| Kamilla Rytter Juhl Lena Frier Kristiansen | Női páros    |                   |                                        | Japán (JPN) · Ogura Kumiko · Siota Reiko · 21-18, 14-21, 18-21        | kiesett                                                                      | kiesett                                                        | kiesett                                                             | kiesett           | 9.       |
| Kamilla Rytter Juhl Thomas Laybourn        | Vegyes páros |                   |                                        | Szingapúr (SIN) · Lee Yujia · Hendri Kurniawan Saputra · 21-12, 21-14 | Indonézia (INA) · Flandy Limpele · Vita Marissa · 17-21, 21-15, 17-21        | kiesett                                                        | kiesett                                                             | kiesett           | 5.       |

## Torna

### Trambulin
| Versenyző    | Versenyszám | Selejtező | Selejtező | Döntő    | Döntő    |
| Versenyző    | Versenyszám | Pontszám  | Helyezés  | Pontszám | Helyezés |
| ------------ | ----------- | --------- | --------- | -------- | -------- |
| Peter Jensen | Férfi       | 69,2      | 10.       | kiesett  | kiesett  |

## Triatlon
| Versenyző      | Versenyszám | 1,5 km úszás | 1,5 km úszás | 40 km kerékpározás | 40 km kerékpározás | 10 km futás | 10 km futás | Összesítés | Összesítés |
| Versenyző      | Versenyszám | Idő          | Hely.        | Idő                | Hely.              | Idő         | Hely.       | Idő        | Helyezés   |
| -------------- | ----------- | ------------ | ------------ | ------------------ | ------------------ | ----------- | ----------- | ---------- | ---------- |
| Rasmus Henning | Férfi       | 18:18        | 21.          | 58:57              | 29.                | 31:48       | 9.*         | 1:49:57,47 | 8.         |

* - egy másik versenyzővel azonos időt ért el

## Úszás
Férfi
| Versenyző         | Versenyszám    | Előfutam | Előfutam | Előfutam | Elődöntő | Elődöntő | Elődöntő | Döntő   | Döntő    |
| Versenyző         | Versenyszám    | Idő      | Hely.    | Össz.    | Idő      | Hely.    | Össz.    | Idő     | Helyezés |
| ----------------- | -------------- | -------- | -------- | -------- | -------- | -------- | -------- | ------- | -------- |
| Jakob Andkjær     | 50 m gyors     | 22,52    | 7.       | 33.      | kiesett  | kiesett  | kiesett  | kiesett | kiesett  |
| Jakob Andkjær     | 100 m gyors    | 49,25    | 7.       | 27.      | kiesett  | kiesett  | kiesett  | kiesett | kiesett  |
| Jakob Andkjær     | 100 m pillangó | 52,24    | 1.       | 19.      | kiesett  | kiesett  | kiesett  | kiesett | kiesett  |
| Chris Christensen | 200 m mell     | 2:13,92  | 8.       | 33.      | kiesett  | kiesett  | kiesett  | kiesett | kiesett  |
| Chris Christensen | 200 m vegyes   | 2:02,93  | 2.       | 32.      | kiesett  | kiesett  | kiesett  | kiesett | kiesett  |
| Mads Glæsner      | 400 m gyors    | 3:45,38  | 4.       | 12.      |          |          |          | kiesett | kiesett  |
| Mads Glæsner      | 1500 m gyors   | 15:03,33 | 2.       | 14.      |          |          |          | kiesett | kiesett  |
| Jon Rud           | 200 m gyors    | 1:48,96  | 2.       | 31.      | kiesett  | kiesett  | kiesett  | kiesett | kiesett  |
| Jon Rud           | 400 m gyors    | 3:57,41  | 7.       | 34.      |          |          |          | kiesett | kiesett  |

Női
| Versenyző                                                      | Versenyszám          | Előfutam | Előfutam | Előfutam | Elődöntő | Elődöntő | Elődöntő | Döntő   | Döntő    |
| Versenyző                                                      | Versenyszám          | Idő      | Hely.    | Össz.    | Idő      | Hely.    | Össz.    | Idő     | Helyezés |
| -------------------------------------------------------------- | -------------------- | -------- | -------- | -------- | -------- | -------- | -------- | ------- | -------- |
| Lotte Friis                                                    | 400 m gyors          | 4:08,47  | 6.       | 13.      |          |          |          | kiesett | kiesett  |
| Lotte Friis                                                    | 800 m gyors          | 8:21,74  | 2.       | 3.       |          |          |          | 8:23,03 |          |
| Julie Hjorth-Hansen                                            | 200 m vegyes         | 2:11,99  | 2.       | 5.       | 2:12,26  | 6.       | 10.      | kiesett | kiesett  |
| Louise Jansen                                                  | 200 m gyors          | 2:01,30  | 4.       | 34.      | kiesett  | kiesett  | kiesett  | kiesett | kiesett  |
| Jeanette Ottesen                                               | 50 m gyors           | 24,83    | 2.       | 5.       | 24,86    | 4.       | 11.      | kiesett | kiesett  |
| Jeanette Ottesen                                               | 100 m gyors          | 54,04    | 1.       | 9.       | 54,05    | 4.       | 7.       | 54,06   | 5.       |
| Jeanette Ottesen                                               | 100 m pillangó       | 58,44    | 6.       | 15.      | 59,29    | 7.       | 15.      | kiesett | kiesett  |
| Micha Østergaard                                               | 100 m pillangó       | 59,10    | 8.       | 28.*     | kiesett  | kiesett  | kiesett  | kiesett | kiesett  |
| Micha Østergaard                                               | 200 m pillangó       | 2:07,77  | 2.       | 8.       | 2:09,29  | 5.       | 11.      | kiesett | kiesett  |
| Julie Hjorth-Hansen Micha Østergaard Louise Jansen Lotte Friis | 4 × 200 m gyorsváltó | 8:00,81  | 7.       | 13.      |          |          |          | kiesett | kiesett  |

* - egy másik versenyzővel azonos időt ért el

## Vitorlázás
Férfi
| Versenyző            | Versenyszám     | Futam | Futam | Futam | Futam | Futam | Futam | Futam | Futam | Futam | Futam | Futam | Pontszám | Helyezés |
| Versenyző            | Versenyszám     | 1     | 2     | 3     | 4     | 5     | 6     | 7     | 8     | 9     | 10    | É     | Pontszám | Helyezés |
| -------------------- | --------------- | ----- | ----- | ----- | ----- | ----- | ----- | ----- | ----- | ----- | ----- | ----- | -------- | -------- |
| Jonas Kældsø Poulsen | Szörfvitorlázás | 28    | 26    | 30    | 29    | 35    | 4     | 14    | 13    | 34    | 23    | -     | 201      | 24.      |
| Anders Nyholm        | Laser           | 18    | 26    | 19    | 15    | 19    | 44    | 27    | 27    | 13    |       | -     | 164      | 23.      |

Női
| Versenyző      | Versenyszám     | Futam | Futam | Futam | Futam | Futam | Futam | Futam | Futam | Futam | Futam | Futam | Pontszám | Helyezés |
| Versenyző      | Versenyszám     | 1     | 2     | 3     | 4     | 5     | 6     | 7     | 8     | 9     | 10    | É     | Pontszám | Helyezés |
| -------------- | --------------- | ----- | ----- | ----- | ----- | ----- | ----- | ----- | ----- | ----- | ----- | ----- | -------- | -------- |
| Bettina Honore | Szörfvitorlázás | 21    | 18    | 21    | 18    | 20    | 9     | 14    | 15    | 22    | 6     | -     | 142      | 19.      |

Nyílt
| Versenyző                     | Versenyszám        | Futam | Futam | Futam | Futam | Futam | Futam | Futam | Futam | Futam | Futam | Futam | Futam | Futam | Pontszám | Helyezés |
| Versenyző                     | Versenyszám        | 1     | 2     | 3     | 4     | 5     | 6     | 7     | 8     | 9     | 10    | 11    | 12    | É     | Pontszám | Helyezés |
| ----------------------------- | ------------------ | ----- | ----- | ----- | ----- | ----- | ----- | ----- | ----- | ----- | ----- | ----- | ----- | ----- | -------- | -------- |
| Jonas Høgh Christensen        | Finn dingi         | 16    | 6     | 12    | 16    | 25    | 4     | 5     | 7     |       |       |       |       | 4     | 70       | 6.       |
| Jonas Warrer Martin Kirketerp | Könnyű 49-es dingi | 2     | 4     | 10    | 4     | 2     | 3     | 4     | 2     | 9     | 2     | 7     | 8     | 8     | 61       |          |

É - éremfutam